# Prouve-le !

Prouve-le ! (Prove It!) est une émission de télévision britannique, basée sur les sciences, en 26 épisodes de 20 minutes, diffusée du 5 janvier 2005 au 3 juin 2007 sur le réseau ITV. 
En France, elle est diffusée à partir de 2008 sur Gulli.
Elle est présentée par :
- Jamie Rickers (VF : Cédric Dumond)
- Joe Challands (VF : Jérémy Prévost)
- Fred Talbot (VF : Jean-Loup Horwitz)

Source et légende : Version française (VF) sur le carton du doublage français télévisuel.

## Description
Le programme de chaque épisode consiste à prouver la véracité de divers faits (par exemple, la légende urbaine sur la pluie de poissons et de grenouilles). Selon les résultats, l'affirmation est prouvée ou non. Chaque épisode se divise en six sections, dont les cinq principales sont les suivantes : la première s'intitule 60 SECONDES CHRONO, où il faut prouver un fait via une expérience de maximum une minute; vient ensuite la deuxième section, L'ÉPREUVE DE VÉRITÉ. Après la troisième section, Fred anime la quatrième, LA CABANE DE FRED, dans son laboratoire; il y fait une expérience scientifique pour apporter une preuve par la science. La cinquième section, À VOUS DE LE PROUVER, invite un enfant ou un ado à prouver un fait pour départager Joe et Jamie. Enfin, la dernière section consiste à fournir une preuve solide de ce qu'on avance; d'où son nom, LA PREUVE EN BÉTON. 